# St. Edmundsbury Football League
St. Edmundsbury Football League là một giải bóng đá bao phủ quanh thị trấn Bury St Edmunds ở Anh. Giải có 3 hạng đấu: Division One, Division Two và Division Three. Hạng đấu cao nhất nằm ở Cấp độ 18 trong Hệ thống các giải bóng đá ở Anh. Đây là giải đấu góp đội cho Suffolk and Ipswich Football League và hiện được tài trợ bởi Glasswells World of Furniture.
Giải đấu đang liên kết với Suffolk County FA.

## Lịch sử
Giải đấu được thành lập năm 1907 và hầu như trong suốt lịch sử đều được biết với tên gọi Bury & District Football League. Trong những năm đầu tiên, giải đấu có vị trí cao hơn nhiều và phục vụ một tiêu chuẩn bóng đá tốt ở vùng West Suffolk.  Tuy nhiên trong 25 năm trở lại đây, các đội bóng có cơ sở vật chất tốt đã rời khỏi đội để tham gia các cấp độ cao hơn như Bacton Utd 89, Bartons, Cockfield Utd, Elmswell, Sporting 87, Stanton, St.Edmunds 65 (đã trở lại), Thurston, Walsham-le-Willows lên chơi ở Suffolk and Ipswich Football League và Barton Mills, Exning Athletic, Lakenheath, Tuddenham Rovers và West Row Gunners đến chơi ở Cambridgeshire League.  Hậu quả là sự giảm sút số lượng hạng đấu từ 3 trong thập niên 1990 xuống còn 2 sau một thập kỷ (ngoại trừ mùa giải 2006–07). Cùng lúc đó số đội tham dự cũng giảm một nửa từ 40 đội trong thập niên 1990 xuống còn 20 ở mùa giải 2011-12. Dù vậy, giải đã thêm lại hạng đấu Division Three ở mùa giải 2014-15.
Năm 2007, Bury & District Football League kỷ niệm 100 năm thành lập và cùng năm đó đã quyết định đổi tên giải thành St. Edmundsbury Football League.
Các đội bóng từng tham dự Bury & District Football League và hiện tại đang thi đấu ở các cấp độ cao hơn bao gồm:
- Cambridge City (bây giờ là Cambridge Town)[1]
- Cornard United
- Mildenhall Town
- Newmarket Town
- Sudbury Town
- Walsham-le-Willows

Các câu lạc bộ hiện tại ở St. Edmundsbury Football League có cơ sở vật chất rất đơn giản và trong những năm gần đây đội vô địch cũng không lấy ưu thế lên hạng ở Suffolk and Ipswich League. Xu hướng này bị phá vỡ bởi Bartons, đội vô địch mùa giải 2011-12, đã lên chơi ở Division Three của Suffolk & Ipswich League mùa giải 2012-13.
Bartons đã mở đường cho các câu lạc bộ khác ở St. Edmundsbury Football League bằng việc thăng hạng từ Division Three lên Suffolk and Ipswich League Division Two và thi đấu mùa giải đầu tiên.

## Các câu lạc bộ mùa giải 2015–16
| - Bedrick's Worth - Bury Town Rams - St. Edmund's - Stanton Dự bị - Westbury United - Wortham | - AFC Black Boy - Bury Town Rams Dự bị - Bury Wanderers - Elmswell Dự bị - RF Saints - Thurston - Trunk | - AFC Weeting - Beck Row - Vipers - Walsham-le-Willows 'B' - Wortham Dự bị |

## Các đội vô điịch theo hạng đấu gần đây
| Mùa giải | Division One       | Division Two          | Division Three    |
| -------- | ------------------ | --------------------- | ----------------- |
| 2004–05  | Fornham St. Martin | Barons                |                   |
| 2005–06  | Black Eagles       | Westbury United       |                   |
| 2006–07  | Black Eagles       | Priors Inn            | Elephant & Castle |
| 2007–08  | Ixworth Pykkerell  | Elveden Phoenix       |                   |
| 2008–09  | Priors             | Haughley United Dự bị |                   |
| 2009–10  | Ixworth Pykkerell  | Elephant & Castle     |                   |
| 2010–11  | St. Edmund's       | Garboldisham          |                   |
| 2011–12  | Bartons            | Tollgate Inn          |                   |
| 2012–13  | Home Guard         | RF Saints             |                   |
| 2013–14  | St. Edmund's       | AFC Hoxne 'A'         |                   |
| 2014–15  | Home Guard         | Ram Meadow            | Cedars Park 'A'   |